# ژائو (بازیکن فوتبال)
ژائو (پرتغالی: Jaú؛ ۷ دسامبر ۱۹۰۹ – ۲۶ فوریهٔ ۱۹۸۸) بازیکن فوتبال اهل برزیل بود.
از باشگاه‌هایی که در آن بازی کرده‌است می‌توان به باشگاه ورزشی پورتوگیزا، باشگاه فوتبال کورینتیانس، باشگاه ورزشی واسکو دوگاما، و باشگاه فوتبال سانتوس اشاره کرد.
وی همچنین در تیم ملی فوتبال برزیل بازی کرده‌است.